# Такседо Маск
Такседо Маск (яп. タキシード仮面 Такиси:до Камэн) — основной мужской персонаж метасерии «Сейлор Мун». Его настоящее имя — Мамору Тиба (яп. 地場 衛 Тиба Мамору). Нося маску, чтобы скрыть свою личность, он вмешивается в планы врага, давая воинам советы и иногда непосредственно помогая им в битве.
Являясь приблизительным мужским аналогом сейлор-воина, Такседо Маск владеет могущественным предметом — сейлор-кристаллом, а его планетой в ряду воинов является сама Земля. Данный персонаж присутствует как в манге и аниме, так и в телесериале, в каждом из этих изданий он владеет разными способностями, но неизменным атрибутом Такседо Маска являются трость и алая роза.

## Разработка персонажа
Такэути разработала этого персонажа таким, каким представляет себе своего идеального мужчину, описывая его как «сильного, спокойного, непоколебимого, немного похожего на капитана Харлока». Изначально она хотела, чтобы Такседо Маск «имел больше загадок и играл большую роль».
Имя «Мамору Тиба» первоначально было одним из возможных имён для Макото Кино. Кандзи фамилии Мамору переводятся как «земля» (яп. 地 ти) и «место» (яп. 場 ба). Вместе они образуют термин «местный» (яп. 地場 дзиба). Его имя значит «защищать» (яп. 衛 мамору).
Первоначально Наоко Такэути собиралась назвать Такседо Маска «Mysterious 2098 Face». Позже она недоумевала, как ей могла прийти в голову такая идея.
Имя Эндимион было взято из греческой мифологии. В ней в Эндимиона была влюблена Селена, греческая богиня Луны.

## Обзоры и критика
Официальные опросы популярности персонажей «Сейлор Мун» считают Мамору Тибу, Такседо Маска и Эндимиона разными героями. В 1992 году читатели обозначили Такседо Маска двенадцатым, принца Эндимиона — пятнадцатым, а Мамору Тибу — шестнадцатым из тридцати восьми возможных позиций. Год спустя из пятидесяти кандидатов король Эндимион стал 18-м, тогда как Такседо Маск и Мамору стали 20-м и 21-м соответственно. Рыцарь Лунного света, появлявшийся только в аниме, никогда не был представлен в голосовании. В мае 1993 года Такседо Маск был четвёртым по популярности мужским персонажем аниме в голосовании Animage, а Мамору стал седьмым в следующем году.
Хотя Такэути нравится Мамору, она признаётся, что её друзья жаловались, что Усаги влюбилась в «такого бесполезного парня». Он описывается сразу и как «лихой герой», и как «мужской вариант девы в беде» Джонатаном Клементсом и Элен Маккарти. Его даже называют «обязанностью» и «бременем», его отношения с Усаги описываются скорее как отношения между ребёнком и матерью, нежели чем между девушкой и её молодым человеком. Он также создаёт впечатление персонажа, который «никогда не смеётся и не веселится»: «славный, пассивный и соответственно полностью неэффективный».
Изображение персонажа в высокой шляпе и плаще также использовалось в манге для персонажа по имени «Табби Маск» в разделе «Дневник Тибиусы»: «Story of the Hammer Price Shrine». Этот персонаж был основан на реальном человеке по имени Макото Хаммацуура, который выиграл благотворительный аукцион со ставкой в два миллиона иен на право появиться на страницах манги «Сейлор Мун».

## Актёры
В аниме Мамору Тибу озвучивал сэйю Тору Фуруя, описывавший роль как «особую для себя». В сериале Sailor Moon Crystal Мамору Тибу озвучивал Кэндзи Нодзима.
В мюзиклах роль Мамору исполняло 8 актёров: Мидзуки Сано, Юта Мотидзуки, Юта Эномото, Косэй Амано, Хидэмаса Эдо, Кэндзи Ураи, Ю Сирота и Гё Миямото. Создательница Наоко Такэути описывала игру Сано как «милого, очаровательного мальчика».
В телесериале Pretty Guardian Sailor Moon роль Мамору исполнил Дзёдзи Сибуэ.